# Mỏ sắt Trại Cau
Mỏ sắt Trại Cau là một mỏ sắt lớn ở huyện Đồng Hỷ, tỉnh Thái Nguyên, Việt Nam và ở khu vực Đông Bắc Bộ.
Mỏ có hai phần. Một nằm ở xóm Đồng Mỏ xã Nam Hòa, và một phần nằm ở tổ 4, thị trấn Trại Cau, huyện Đồng Hỷ, tỉnh Thái Nguyên.